# Maïa Oussova
Maïa Valentinovna Oussova (en russe : Майя Валентиновна Усова, transcription anglaise : Maya Usova), née le 22 mai 1965 à Gorki, est une ancienne patineuse artistique russe. Son partenaire en danse était Alexandre Jouline, avec qui elle a été mariée de 1986 à 1995. Ils ont remporté de nombreux titres et médailles pour l'Union soviétique, puis pour la Russie.
S'ils ont réussi à devenir champions d'Europe et du monde, le titre olympique leur a échappé par deux fois, restant dans l'ombre de Klimova-Ponomarenko en 1992 et Grichtchouk-Platov en 1994.

## Palmarès
| Compétitions principales        | 1984    | 1985    | 1986    | 1987    | 1988    | 1989    | 1990    | 1991    | 1992    | 1993    | 1994    |  |  |  |
| Jeux olympiques d'hiver         |         |         |         |         |         |         |         |         | 3e      |         | 2e      |  |  |  |
| Championnats du monde           |         |         |         |         |         | 2e      | 2e      | 3e      | 2e      | 1re     |         |  |  |  |
| Championnats d'Europe           |         |         |         |         | 4e      | 2e      | 3e      | 3e      | 2e      | 1re     | 3e      |  |  |  |
| Championnats d'Union soviétique | 2e      |         | 3e      | 3e      | 3e      | 2e      | 2e      | 1re     | F       |         |         |  |  |  |
| Championnats de Russie          |         |         |         |         |         |         |         |         |         | F       | F       |  |  |  |
|                                 |         |         |         |         |         |         |         |         |         |         |         |  |  |  |
| Autres compétitions             | 1983/84 | 1984/85 | 1985/86 | 1986/87 | 1987/88 | 1988/89 | 1989/90 | 1990/91 | 1991/92 | 1992/93 | 1993/94 |  |  |  |
| Skate America                   |         |         |         |         |         |         | 1re     |         |         | 1re     |         |  |  |  |
| Coupe d'Allemagne               |         |         |         |         |         |         | 1re     |         |         |         |         |  |  |  |
| Moscou Skate                    | 6e      |         | 4e      | 3e      | 2e      | F       |         |         |         |         |         |  |  |  |
| Trophée NHK                     |         |         |         |         |         | 2e      |         | 1re     | 1re     | 1re     |         |  |  |  |
| Légende : F= Forfait            |         |         |         |         |         |         |         |         |         |         |         |  |  |  |